# Rafi Al-Rifa'i
Rafi' Taha Al-Rifa'i Al-Anim (...); è stato Gran Mufti dell'Iraq, massima autorità religiosa dei sunniti iracheni. La sua sede era a Sulaymaniyya e in seguito Erbil, entrambe nel Kurdistan iracheno. Successivamente all'insurrezione sunnita nell'Anbar del 2014 e alla successiva affermazione dello Stato Islamico in Iraq, il suo ruolo è stato contestato dal governo, il quale ha considerato come Gran Mufti lo sheikh Mahdi al-Sumaidaie.

## Biografia
Il ruolo dello sheikh Dr. Rafi Taha al-Rifa'i come leader religioso dei sunniti iracheni emerse in occasione delle manifestazioni sunnite del 2013 contro la marginalizzazione e gli arresti arbitrari di sunniti da parte del governo sciita di Nuri al-Maliki. A partire dal dicembre 2012, il governo Maliki aveva risposto alla richiesta di autonomia dei governatorati a maggioranza sunnita con una campagna di arresti contro politici sunniti moderati, come il ministro delle finanze Rafi al-Issawi, della coalizione laica Iraqiyya guidata dallo sciita filoamericano Iyad Allawi. Le proteste sunnite portarono alla formazione di una nuova coalizione politica, Mutahidun, ritenuta vicina ai Fratelli Musulmani ed alla Turchia, per partecipare alle elezioni provinciali del 2013.

### Dichiarazioni
- nel gennaio 2013 lo sheikh Al-Rifai difese la legittimità delle manifestazioni di protesta, appellando alla moderazione il governo e l'esercito iracheno, concordemente alla massima autorità sciita Ali al-Sistani;[3]
- a seguito dell'inasprirsi della repressione delle proteste, sheikh Al-Rifai espresse dure condanne contro il premier Maliki, accusandolo di mettere in atto misure settarie a danno dei sunniti iracheni e di sostenere la linea politica iraniana,[4] e condannò gli attacchi dell'esercito contro membri dell'opposizione;[5]
- a seguito dello scoppio della rivolta sunnita nel governatorato di al-Anbar nel gennaio 2014, durante la quale l'emiro della tribù Dulaym, sheikh Ali Hatem Suleiman, invitò a boicottare le elezioni richiedendo l'autonomia di tale regione a maggioranza sunnita, lo sheikh Al-Rifa'i invitò i sunniti dei governatorati di Tikrit e Samarra ad unirsi all'insurrezione;[6]
- il 31 gennaio 2014, sheikh Al-Rifa'i ricevette a Sulaymaniyya la visita del patriarca cristiano Louis Raphaël I Sako, che gli fece presente la criticità della situazione dei rifugiati cristiani iracheni e invitò a mantenere buone relazioni tra le due comunità religiose;[1][7]
- successivamente alla denuncia dell'ONG Human Rights Watch di violazioni di diritti umani commesse dall'esercito iracheno,[8] il Parlamento Europeo organizzò a Bruxelles  il 19 febbraio 2014 una conferenza con diverse personalità irachene,[9] incluso sheikh Rafi al-Rifai, che sostenne la necessità di rimuovere il premier Nuri al-Maliki, accusandolo di "pulizia etnica" nei confronti dei sunniti.[10][11] Il Gran Mufti dichiarò in tale occasione: "Maliki persegue una politica odiosa che consiste nel bombardare indiscriminatamente civili innocenti. L'esercito iracheno ha attaccato dei manifestanti pacifici, ha bombardato le abitazioni di innocenti. Lanciando la sua cosiddetta guerra contro i terroristi nel deserto dell'Anbar, non è stato ucciso alcun combattente di al-Qaida, al contrario gli unici ad essere uccisi sono stati dei pastori innocenti. Ciò che è stato compiuto a Falluja è un genocidio: un migliaio di civili sono stati feriti. Gli avvenimenti in Iraq hanno preso una piega molto pericolosa che potrebbe provocare una guerra civile in cui tutto il popolo avrà da perdere. Noi siamo stati offerti su un piatto d'argento al governo iraniano." [12]
- anche successivamente, sheikh Al-Rifai continuò a denunciare le limitazioni alla libertà condotte dal governo iracheno a danno dei sunniti e la sua partecipazione alla guerra civile siriana a fianco di Assad;[13]
- nell'aprile 2014, il Gran Mufti Al-Rifai partecipò ad un incontro ad al-Azhar, denunciando l'uccisione di ulema iracheni da parte di milizie islamiste, e l'infiltrazione in Iraq di predicatori estremisti che giustificavano tali uccisioni;[14]
- a seguito dell'affermazione dell'organizzazione Stato Islamico nei territori insorti, sheikh Al-Rifai accusò il governo di confondere deliberatamente l'opposizione con il terrorismo,[15] prendendo le distanze dall'ISIS, definendolo terrorismo, ma continuando ad appoggiare l'insurrezione sunnita contro il governo,[16] sostenendo il diritto degli insorti, appartenenti a 15 diversi gruppi, di difendersi dalla repressione dell'esercito iracheno, considerando la rivolta come una rivoluzione popolare volta ad abbattere il governo di Maliki considerato come un dittatore;[2][17][18]
- durante la guerra civile irachena, sheikh Al-Rifai sostenne la necessità per gli insorti di difendersi prioritariamente dall'esercito iracheno e dalle milizie iraniane Hashd al-Shaabi, e invitò gli insorti a non combattere contro lo Stato Islamico;[19]
- nel gennaio 2015, sheikh Al-Rifai condannò gli eccidi commessi dalle milizie iraniane Hashd al-Shaabi nei luoghi liberati dall'ISIS;[20], ed ancora nel giugno 2016 quelli commessi a seguito della liberazione di Falluja dall'ISIS;[21]
- a seguito del referendum sull'indipendenza del Kurdistan iracheno del 2017, sheikh Al Rifa'i si espresse con una fatwā a favore della richiesta degli Arabi sunniti di costituire anch'essi una propria regione autonoma, considerandola come un mezzo per opporsi a "oppressione e ingiustizia dirette contro i sunniti", condannando la "politica settaria di odio" dei governi iracheni, che hanno "distrutto l'unità nazionale ed incitato all'odio tra le parti sociali".[22]